# Шеген (Костанайская область)
Шеген (каз. Шеген, до 199? г. — Станция) — село в Джангельдинском районе Костанайской области Казахстана. Административный центр Амангельдинского сельского округа. Код КАТО — 394243100.

## Население
В 1999 году население села составляло 902 человека (462 мужчины и 440 женщин). По данным переписи 2009 года, в селе проживало 657 человек (338 мужчин и 319 женщин).